# NGC 7051
NGC 7051 (również PGC 66566) – galaktyka spiralna (Sa), znajdująca się w gwiazdozbiorze Wodnika. Odkrył ją John Herschel 30 lipca 1827 roku.
W galaktyce tej zaobserwowano supernową SN 2002dq.